# 소연평항
소연평항(小延坪港)은 인천광역시 옹진군 연평면 소연평리, 소연평도 섬에 있는 어항이다. 지방어항으로 지정하여 관리하고 있다. 시설관리자는 옹진군수이다.

## 어항구역
소연평항의 어항구역은 다음과 같다.
- 아래의 ㉮ ㉯ ㉰ ㉱ 지점을 연결한 선내의 해역 (92,000m2)
  - ㉮ : 선착장 남서쪽 끝단부 (X:457,089.62, Y:262,458.28), (37˚36′40.59″N, 125˚42′26.59″E)
  - ㉯ : ㉮점에서 정북 방향으로 500m 이동한 지점 (X:457,589.62, Y:262,458.28), (37˚36′56.81″N, 125˚42′26.59″E)
  - ㉰ : ㉯점에서 정동 방향으로 300m 이동한 지점 (X:457,589.62, Y:262,758.28), (37˚36′56.81″N, 125˚42′38.97″E)
  - ㉱ : ㉰점에서 정남 방향으로 육지와 만나는 지점 (X:457,357.54, Y:262,758.28), (37˚36′49.21″N, 125˚42′38.97″E)
- 어항관련 사업으로 조성된 육역(선착장, 방파제, 물량장, 호안 등)
  - 983-2잡,983-3제,999-1잡,999-2잡,999-3잡,999-4잡, 999-5잡,999-6잡999-7잡
  - 국유지 : 992m2, 시유지 : 6,770m2, 군유지 : 36,892m2

## 어항 시설
방파제 및 물양장, 선착장이 축조되어 있다.

## 주요 어종
- 꽃게, 광어, 우럭 등